# Cormenzana
Cormenzana es una localidad del municipio de Valle de Tobalina, comarca de Las Merindades, provincia de Burgos, Comunidad Autónoma de Castilla y León, España. Pertenece al partido judicial de Villarcayo
La iglesia está dedicada a San Antón.

## Localidades limítrofes
Confina con las siguientes localidades:
- Al norte con Leciñana de Tobalina.
- Al sureste con Quintana Martín Galíndez.
- Al suroeste con Santocildes.
- Al oeste con Lomana.

## Demografía
Evolución de la población
| Gráfica de evolución demográfica de Cormenzana entre 2000 y 2020   |
|                                                                    |
| Población de derecho (2000-2020) según el padrón municipal del INE |